# Корженон, Луи де Лабом
Луи де Лабом (фр. Louis de la Bau(l)me; ум. после 1585), называемый де Корженон и де Пупе, граф де Сент-Амур — савойский придворный и дипломат.

## Биография
Сын Филибера II де Лабома, сеньора де Перес, и Франсуазы де Дама.
Принц де Стьенбюз, граф Винчестерский, барон де Сандран и Монфальконе, сеньор де Перес, Тане, Эпе, Ла-Фальконер, Ле-Ру, Ла-Грютюз, Эспьер, Хемстеде, Вестенкау, Монмирай, Антон, Ла-Базош-Гоюэ, Сен-Низье-ле-Дезер, Шатонёф, Шанен, Вийон, Портбёф, Виль-Солье, Пупе, Во, Корженон, Мартере, Вильнёф, Сен-Сюльпис, Ольдем, Окам, Тьельтену, Берхем, Фамешон и Браш.
Сражался в битве при Монконтуре под командованием графа фон Мансфельда. Был представлен при дворе герцога Савойского своим влиятельным родственником, сеньором де Монфальконе. В 1572 году Эммануэль Филиберт Савойский пожаловал ему должность штатного камергера и направил в посольство во Францию. Затем Луи де Лабом ездил с посольскими миссиями в Испанию, Португалию и Рим.
1 февраля 1576 в Турине пожалован в рыцари ордена Аннунциаты.
В ранге чрезвычайного посла Карла Эммануила I в Испании в 1585 году заключил брачный контракт между герцогом и инфантой Екатериной, с которой вступил в брак от имени принца.
Король Испании в 1570 году возвел для Луи де Лабома бургундскую баронию Сент-Амур в ранг графства.
Генеральный наместник герцога Савойского «по ту сторону гор» (de là les Monts).

## Семья
1-я жена (контракт 22.09.1560): Клодин де Латессоньер, дама де Шанен, Вийон и Портбёф в Домбе, единственная дочь и наследница Филибера де Латессоньера, сеньора названных мест, и Клодин де Лабом (Сент-Амур)
Дети:
- Франсуаза де Лабом. Муж 1) (контракт 1.01.1584): Пьер де Нантон, сеньор д'Аньер и де Соже. Принесла в приданое сеньории Шанен и Портбёф. 2): Габриель де Третондан, сеньор де Сюокур
- Катрин де Лабом, дама де Мартере в Дофине. Муж: Пьер-Антид де Дортан, сеньор де Дортан, Юффель и Эсмондо

2-я жена (9.06.1574): Екатерина Брюггская, дама де Ла-Грютюз, принцесса де Стьенбюз, графиня Винчестерская, дама де Монмирай, Антон, Сент-Юльфас, и Ла-Базош-Гоюэ, дочь Рене Брюггского, сеньора де Ла-Грютюз, графа Винчестерского, принца де Стьенбюз, и Беатрикс де Лашамбр (происходила от бургундского вельможи Лодевика ван Грютюза). После смерти графа де Сент-Амура была замужем за Шарлем де Мессе, сеньором де Монжуваном; Сипионом де Шампье, сеньором де Сент-Илером; Ашилем де Лопиталем, сеньором и бароном де Корду, и Рене де Ла-Э, сеньором де Резё
Дети:
- Эммануэль-Филибер де Лабом (1577—1622), граф де Сент-Амур. Жена (1599): Элен Перрено де Гранвель, дама де Рене, дочь Федерика Перрено де Гранвеля, сеньора де Шампань, и Марии ван Беркем
- Гийом де Лабом (ум. 1579)
- Шарль-Эммануэль де Лабом (ум. 06.1584), сеньор де Ла-Шо, Перес, Сандран, Эпе, Портбёф, Виль-Солье, Ла-Фальконери и дю Мартере
- Антуан де Лабом, барон де Ла-Шо. Жена: Жанна Ришардо, дочь Жана Ришардо, сеньора д'Оттиньи, президента личного и государственного советов эрцгерцога Альбрехта в Нидерландах, и Жанны де Курколь
- Филипп де Лабом, барон де Сандран, приор де Во в Клюнийском ордене, затем аббат и сеньор Люксёя
- Франсуаза-Катрин де Лабом